# Club de femmes
Club de femmes is een Franse film van Jacques Deval die uitgebracht werd in 1936. 

## Verhaal
Le 'Club des femmes' in Parijs is een soort familiepension, bedoeld als een veilig tehuis enkel voor deftige alleenstaande jonge vrouwen. Deze fatsoenlijke instelling vormt het toneel voor een onophoudelijk komen en gaan waar allerlei levenslopen elkaar kruisen en ontmoeten. 
De amoureuze lotgevallen van een aantal kostgangsters brengen intriges en pogingen om de regels van het (te)huis te ontwijken met zich mee: de verliefde lesbienne, de danseres die haar vriend wil binnensmokkelen, de buitenlandse vrouw die in de prostitutie verzeilt geraakt, Claire, de aantrekkelijkste van alle huursters die een heus liefdesavontuur beleeft, ...   

## Rolverdeling
| Acteur            | Personage                                       |
| ----------------- | ----------------------------------------------- |
| Danielle Darrieux | Claire Derouve                                  |
| Betty Stockfeld   | Greta Krunner                                   |
| Raymond Galle     | Robert                                          |
| Ève Francis       | mevrouw Fargeton, de directrice van het pension |
| Valentine Tessier | dokter Gabrielle Aubry                          |
| Josette Day       | Juliette Hermin                                 |
| Junie Astor       | Hélène                                          |
| Kissa Kouprine    | Lucile                                          |
| Marion Delbo      | Françoise                                       |